# Martin Priest
Martin Dean "Marty" Priest (nacido el 13 de octubre de 1957) es un asesino estadounidense y presunto asesino en serie. Fue declarado culpable de asesinar a una joven y a un hombre en Misuri y en Kansas. También es sospechoso de otros tres asesinatos que datan de 1980 a 1985, aunque ha sido absuelto. Actualmente cumple con dos cadenas perpetuas en el Centro Correccional de Lansing, en Lansing, Kansas.

## Asesinatos

### Tonya Lewis
El 15 de junio de 1980, dos pescadores encontraron el cuerpo de Tonya Lea Lewis, de 12 años, estudiante de escuela secundaria de Nevada, flotando en un estanque ubicado a aproximadamente 11 millas (17,7 km) al sur de la ciudad. Según el Departamento del Sheriff del condado de Vernon, Lewis había muerto unos dos días antes. En un principio no se pudo determinar la causa de la muerte y tampoco se localizaron signos evidentes de heridas tras la autopsia; sin embargo, las autoridades trataron el caso como un presunto homicidio. Martin Priest, de 22 años, fue arrestado casi un mes después por la muerte de Lewis (ya determinada como ahogamiento) y permaneció en custodia con una fianza de $250,000.
En ese entonces, Priest formaba parte de un equipo de pintores; estaba trabajando en la casa de los Lewis cuando escuchó una conversación entre Tonya Lewis y una amiga, Kelly Schumacher, sobre querer ir a la piscina municipal. Priest se marchó, dándole a su jefe la excusa de ir a una supuesta entrevista de trabajo, pero en realidad fue a ver a Tonya, presuntamente acordando ir a jugar baloncesto más tarde. Luego de que Lewis no regresara a la casa, su madre, Shirley, interrogó a Priest sobre la desaparición, pero este le explicó que, después de su supuesto juego, él volvió a casa, donde se quedó toda la noche.
El día de la desaparición de Tonya Lewis, Priest había sido encarcelado bajo cargos de falsificación y de hurto. Mientras esperaba el juicio por asesinato capital, su tercera esposa, Genieve, de 32 años, intentó sacarlo el 5 de agosto. Genieve golpeó al guardia de la prisión en la nuca y demandó que liberaran a su esposo. El guardia se negó y ella huyó, pero fue posteriormente arrestada y acusada de intento de fuga. El 5 de marzo de 1981, Priest fue declarado culpable del asesinato de Tonya Lewis y sentenciado a 25 años de prisión. En dos ocasiones solicitó que se realizara un nuevo juicio, pero ambas mociones fueron denegadas por el juez William Kimberlin. Genieve se suicidó al año siguiente. Nuevamente, en 1983, Priest solicitó un nuevo juicio, obteniendo, a diferencia de las veces anteriores, una absolución: puesto que no se había podido determinar la causa de la muerte de Lewis, no había pruebas concluyentes de que no hubiera muerto por accidente, por lo que él fue puesto en libertad.

### Tammy Rothganger
El 16 de mayo de 1984, Rothganger, de 14 años, desapareció mientras caminaba hacia la escuela desde su casa, en Eldon. Fue vista por última vez subiendo al automóvil de Priest, en el cual también iba su sobrino, David Nicholas, de 13 años. Según Nicholas, Priest dejó a la chica inconsciente golpeándola con una llave inglesa, para luego violarla y estrangularla; abandonó el cuerpo en una residencia local, pero después regresó para desecharlo en otro lugar.

#### Presuntos asesinatos
Martin Priest es el sospechoso principal de otros tres asesinatos, de los cuales, sin embargo, ha sido absuelto.

##### Katrina Cheely
El 16 de noviembre de 1984, Katrina Cheely, de 15 años, desapareció misteriosamente cuando se dirigía al instituto Allison Junior, en Wichita, Kansas. Originaria de Binghamton, Nueva York, Katrina se mudó a Wichita en diciembre de 1983 para vivir con su madre, y se le describía como una chica agradable y amigable. Un granjero descubrió el cuerpo desnudo (parcialmente descompuesto) en un drenaje el 28 de febrero de 1985, cuando decidió investigar a qué le había estado ladrando su perro durante un mes. Se identificó que era Cheely gracias a un libro escolar y un anillo que llevaba puesto. El examinador forense, Dr. William Eckert, determinó que Cheely había sido asfixiada, pero no agredida sexualmente.
Martin Priest y Linda Hall, la madre de Katrina, se conocieron en 1984, poco después de que ella se mudara a Wichita. Hall, quien describió a su nuevo novio como una persona muy amable, señaló que, el día de la desaparición de su hija, Priest estaba en la casa. A Katrina se le había hecho tarde para ir a la escuela y él se ofreció a llevarla. Según el testimonio de la cuarta esposa de Priest, Debra Yoder, él presumió ante ella que había conducido por el vecindario y luego intentó abusar de Katrina; cuando ella se resistió, él la estranguló con sus pantimedias.

##### William Mayhugh y Frieda Bayliff
Entre el 27 y 28 de diciembre de 1984, se encontraron dos cuerpos en el noroeste de Wichita. Ambas víctimas habían recibido disparos, por lo que se especuló que las muertes estaban relacionadas. La víctima masculina, William H. Mayhugh, de 25 años, fue encontrada en una zanja cerca del río Arkansas, con una única herida de bala en la cabeza; fue encontrado por el supervisor de control de inundaciones, Bob Jennings, mientras revisaba los cauces de inundación. Según Jennings, era probable que Mayhugh hubiera estado ahí desde el fin de semana, dado que todavía llevaba ropa adecuada para el clima frío. Frieda Bayliff, de 33 años, fue encontrada muerta al día siguiente en la casa que la pareja compartía; había muerto por estrangulamiento. Ambos fueron vistos por última vez por familiares en navidad.
Priest conoció a la pareja a través de Frieda, quien trabaja como mesera en el mismo bar de Wichita en el que él conoció a Linda Hall.

## Arresto, juicios e encarcelamiento
En marzo de 1985, Martin Priest, quien ya cumplía con una condena por hurto, pagó una fianza y pasó desapercibido. Horas después de su liberación, nueva evidencia obtenida de un arma de fuego, una pistola calibre .32, apuntaba a la culpabilidad de Priest en los asesinatos de Mayhugh y Bayliff, por lo que las autoridades comenzaron a buscarlo. Priest fue arrestado el 30 de abril en el motel Todd, en Fort Scott, cerca de la frontera con Misuri.
Después de un juicio que duró un par de meses, Priest fue declarado culpable de matar a Mayhugh, pero absuelto de la muerte de Bayliff, siendo sentenciado a cadena perpetua con posibilidad de libertad condicional tras cumplir 15 años de condena. En 1987, Debra Yoder, la cuarta esposa de Priest, le dijo a la policía que él le había regalado el brazalete de Katrina Cheely para su cumpleaños. A pesar de que esto fue considerado como evidencia suficiente para acusar a Priest de la muerte de la chica, este fue declarado no culpable el 12 de diciembre.
En 2016, David Nicholas se presentó ante la policía y les informó acerca de las circunstancias del asesinato de Tammy Rothganger. Utilizando este testimonio, Priest fue acusado de la muerte de la chica y declarado culpable dos años después, recibiendo así otra cadena perpetua. Si bien los investigadores creen que Rothganger fue enterrada en algún lugar del condado de Miller, su cuerpo aún no ha sido localizado.